# John Lauridsen
John Mikkelsen Lauridsen (Ribe, 1959. április 2. – ) dán válogatott labdarúgó.

## Pályafutása

### Klubcsapatban
Pályafutását a Vejle BK ifjúsági csapataiban kezdte, mielőtt az Esbjerg szerződtette volna 1978-ban. Egy évvel később csapatával megnyerte a dán bajnokságot. 1982-ben Spanyolországba igazolt az RCD Espanyol együtteséhez, ahol hat szezont töltött. Az UEFA-kupa 1987–88-as idényében bejutottak a döntőbe, de ott büntetőkkel alulmaradtak a Bayer Leverkusennel szemben. 
1988 és 1990 között a CD Málaga, 1990 és 1992 között ismét az Esbjerg játékosa volt.

### A válogatottban
1981 és 1988 között 27 alkalommal szerepelt a dán válogatottban és 3 gólt szerzett. A bemutatkozó mérkőzésére 1981. augusztus 12-én került sor Finnország ellen. Részt vett az 1984-es Európa-bajnokságon, ahol a Jugoszlávia elleni csoportmérkőzésen gólt szerzett.

## Sikerei
Esbjerg
- Dán bajnok (1): 1979

RCD Espanyol
- UEFA-kupa döntős (1): 1987–88